# Spiradiclis emeiensis
Spiradiclis emeiensis är en måreväxtart som beskrevs av Hsien Shui Lo. Spiradiclis emeiensis ingår i släktet Spiradiclis och familjen måreväxter.

## Underarter
Arten delas in i följande underarter:
- S. e. emeiensis
- S. e. yunnanensis